# Tampa Bay Buccaneers 2013
La stagione 2013 dei Tampa Bay Buccaneers è stata la 38ª della franchigia nella National Football League. Fu la seconda e ultima con come capo-allenatore Greg Schiano. La squadra scese dal record di 7-9 del 2012 a 4-12, uscendo dalla lotta ai playoff nella settimana 13. Per la prima volta dal 2009, tutte le 8 gare casalinghe fecero registrare il tutto esaurito.
I Buccaneers si presentarono al via della stagione con speranze di raggiungere i playoff grazie anche all'arrivo di grossi calibri in difesa, gli All-Pro Darrelle Revis e Dashon Goldson. La squadra partì col peggior record della NFL, perdendo tutte le prime otto partite, nell'ultima delle quali mise però in difficoltà i Seattle Seahawks futuri vincitori del Super Bowl XLVIII e venendo sconfitta solo ai tempi supplementari. Il 3 ottobre i Bucs svincolarono il quarterback titolare delle precedenti stagioni Josh Freeman, sostituendolo con il rookie Mike Glennon che stabilì diversi record di franchigia per un debuttante.

## Scelte nel Draft 2013
| Round | Selection | Player           | Position         | College              |
| ----- | --------- | ---------------- | ---------------- | -------------------- |
| 2     | 43        | Johnthan Banks   | Cornerback       | Mississippi State    |
| 3     | 73        | Mike Glennon     | Quarterback      | North Carolina State |
| 4     | 100       | Akeem Spence     | Defensive tackle | Illinois             |
| 4     | 126       | William Gholston | Defensive end    | Michigan State       |
| 5     | 147       | Steven Means     | Defensive end    | Buffalo              |
| 6     | 189       | Mike James       | Running back     | Miami (FL)           |

## Staff
| Staff dei Tampa Bay Buccaneers nel 2013 |
| --- |
| Organi dirigenziali - Proprietario/Presidente: Malcolm Glazer - Co-Chairman: Bryan Glazer, Edward Glazer e Joel Glazer - General Manager: Mark Dominik Capo allenatore - Greg Schiano Altri allenatori - Coordinatore dello sviluppo della forza e della condizione: Jay Butler - Assistente dello sviluppo della forza e della condizione: Bob Gilmartin e Joe Vaughn - Pass Rush Specialist: Bryan Cox Allenatori dell'attacco - Coordinatore dell'attacco: Mike Sullivan - Assistente capo dell'attacco: Jimmy Raye - Assistente dell'attacco: Ben McDaniels - Quarterback: John McNulty - Running Back: Earnest Byner - Wide Receiver: John Garrett - Tight End: Brian Angelichio - Offensive Line: Bob Bostad - Assistente Offensive Line Steve Loney Allenatori della difesa - Coordinatore della difesa: Bill Sheridan - Assistente del coordinatore della difesa: Bob Fraser - Assistente della difesa: Tem Lukabu - Defensive Line: Randy Melvin - Linebacker: Robb Smith - Secondary/Safeties: Jeff Hafley - Secondary/Cornerback: Tony Oden Allenatori dello special team - Coordinatore dello Special Team: Dan Wannstedt - Assistente coordinatore dello Special Team: Phil Galiano |

## Roster
| Roster dei Tampa Bay Buccaneers nel 2013 |
| --- |
| Quarterback - 8 Mike Glennon - 6 Dan Orlovsky Running Back - 44 Michael Hill - 46 Spencer Larsen FB - 30 Brian Leonard - 41 Erik Lorig FB - 43 Bobby Rainey Wide Receiver - 18 Skye Dawson - 83 Vincent Jackson - 80 Chris Owusu - 17 Eric Page - 89 Russell Shepard - 11 Tiquan Underwood Tight End - 84 Tom Crabtree - 81 Tim Wright Offensive Linemen - 72 Gabe Carimi T - 69 Demar Dotson T - 75 Davin Joseph G - 62 Ted Larsen C - 79 Jamon Meredith T - 77 Carl Nicks G - 70 Donald Penn T - 76 Jeremy Zuttah C Defensive Linemen - 91 Da'Quan Bowers DE - 94 Adrian Clayborn DE - 92 William Gholston DE - 90 Derek Landri DT - 93 Gerald McCoy DT - 96 Steven Means DE - 91 Trevor Scott DE - 97 Akeem Spence DT - 50 Daniel Te'o-Nesheim DE Linebacker - 52 Jonathan Casillas LB - 54 Lavonte David LB - 59 Mason Foster LB - 53 Najee Goode LB - 57 Adam Hayward LB - 56 Dekoda Watson LB Defensive Back - -- Michael Adams CB - 27 Johnthan Banks CB - 23 Mark Barron S - 43 Ahmad Black S - 38 Dashon Goldson S - 36 Danny Gorrer CB - 29 Leonard Johnson CB - 28 Rashaan Melvin CB - 24 Darrelle Revis CB - 37 Keith Tandy S Special Team - 48 Andrew Economos LS - 9 Michael Koenen P - 4 Rian Lindell K Lista delle riserve - 21 Michael Adams CB (IR) - 10 Connor Barth K (NF-Inj.) - -- Marvin Booker DE (IR) - 82 Nate Byham TE (IR) - 51 Jacob Cutrera LB (IR) - 32 Jeff Demps RB (IR) - 26 Anthony Gaitor CB (IR) - 25 Mike James RB (IR) - 22 Doug Martin RB (IR) - 28 Rashaan Melvin CB (IR) - 34 Michael Smith RB (IR) - 88 Luke Stocker TE (IR) - 1 Lawrence Tynes K (NF-Inj.) - 19 Mike Williams WR (IR) Squadra di allenamento - 33 Deveron Carr CB - 73 Jace Daniels OT - 58 Ka'lial Glaud LB - 65 Matthew Masifilo DT - 86 Danny Noble TE - 80 Chris Owusu WR - 60 Mike Remmers OT 53 attivi, 0 inattivi, 7 nella squadra di allenamento, 7 free agent |
| Legenda - I rookie sono in corsivo. - Il primo ruolo è il principale mentre gli eventuali successivi indicano i ruoli secondari. - (IR) sta per Injured Reserve ed indica la lista ristretta per un solo giocatore infortunato che può tornare ad allenarsi dopo la settimana 6 e a rientrare in prima squadra dopo che questa ha giocato 8 partite. - (NF-Inj.) / (NF-Ill.) stanno rispettivamente per Non-Football Injured e Non-Football Illness ed indicano le liste dove viene inserito un giocatore che ha un infortunio o una malattia non dipendente dal football americano. - (PUP) sta per Physically Unable to Perform ed indica la lista dove viene inserito un giocatore mentre è in attesa di recuperare la condizione fisica. Nella stagione regolare dopo la sesta partita giocata dalla propria squadra, il giocatore ha tempo tre settimane per riprendere ad allenarsi, più tre settimane aggiuntive dal suo rientro agli allenamenti per rientrare in prima squadra. |

## Calendario

### Stagione regolare
| Turno | Data               | Ora                | Avversario             | Risultato          | Risultato          | Stadio                  | TV                 | NFL.com recap      |
| Turno | Data               | Ora                | Avversario             | Punteggio          | Record             | Stadio                  | TV                 | NFL.com recap      |
| ----- | ------------------ | ------------------ | ---------------------- | ------------------ | ------------------ | ----------------------- | ------------------ | ------------------ |
| 1     | 8/9                | 1:00 p.m. EDT      | @ New York Jets        | S 18–17            | 0–1                | MetLife Stadium         | FOX                | Recap              |
| 2     | 15/9               | 4:05 p.m. EDT      | New Orleans Saints     | S 16–14            | 0–2                | Raymond James Stadium   | FOX                | Recap              |
| 3     | 22/9               | 1:00 p.m. EDT      | @ New England Patriots | S 23–3             | 0–3                | Gillette Stadium        | FOX                | Recap              |
| 4     | 29/9               | 1:00 p.m. EDT      | Arizona Cardinals      | S 13–10            | 0–4                | Raymond James Stadium   | FOX                | Recap              |
| 5     | Settimana di pausa | Settimana di pausa | Settimana di pausa     | Settimana di pausa | Settimana di pausa | Settimana di pausa      | Settimana di pausa | Settimana di pausa |
| 6     | 13/10              | 1:00 p.m. EDT      | Philadelphia Eagles    | S 31–20            | 0–5                | Raymond James Stadium   | FOX                | Recap              |
| 7     | 20/10              | 1:00 p.m. EDT      | @ Atlanta Falcons      | S 31–23            | 0–6                | Georgia Dome            | FOX                | Recap              |
| 8     | 24/10              | 8:25 p.m. EDT      | Carolina Panthers      | S 31–13            | 0–7                | Raymond James Stadium   | NFLN               | Recap              |
| 9     | 3/11               | 4:05 p.m. EST      | @ Seattle Seahawks     | S 27–24 dts        | 0–8                | CenturyLink Field       | FOX                | Recap              |
| 10    | 11/11              | 8:40 p.m. EST      | Miami Dolphins         | V 22–19            | 1–8                | Raymond James Stadium   | ESPN               | Recap              |
| 11    | 17/11              | 1:00 p.m. EST      | Atlanta Falcons        | V 41–28            | 2–8                | Raymond James Stadium   | FOX                | Recap              |
| 12    | 24/11              | 1:00 p.m. EST      | @ Detroit Lions        | V 24–21            | 3–8                | Ford Field              | FOX                | Recap              |
| 13    | 1/12               | 1:00 p.m. EST      | @ Carolina Panthers    | S 27–6             | 3–9                | Bank of America Stadium | FOX                | Recap              |
| 14    | 8/12               | 1:00 p.m. EST      | Buffalo Bills          | V 27–6             | 4–9                | Raymond James Stadium   | CBS                | Recap              |
| 15    | 15/12              | 1:00 p.m. EST      | San Francisco 49ers    | S 33–14            | 4–10               | Raymond James Stadium   | FOX                | Recap              |
| 16    | 22/12              | 1:00 p.m. EST      | @ St. Louis Rams       | S 23–13            | 4–11               | Edward Jones Dome       | FOX                | Recap              |
| 17    | 29/12              | 4:25 p.m. EST      | @ New Orleans Saints   | S 42–17            | 4–12               | Mercedes-Benz Superdome | FOX                | Recap              |